# Cato v Utice (Gassmann)
Cato v Utice (v italském originále Catone in Utica) je opera seria (dramma per musica) o třech dějstvích českoněmeckého skladatele Floriana Leopolda Gassmanna na libreto Pietra Metastasia. Premiéru opery uvedlo 29. dubna 1761 benátské divadlo Teatro San Samuele.

## Vznik a charakteristika

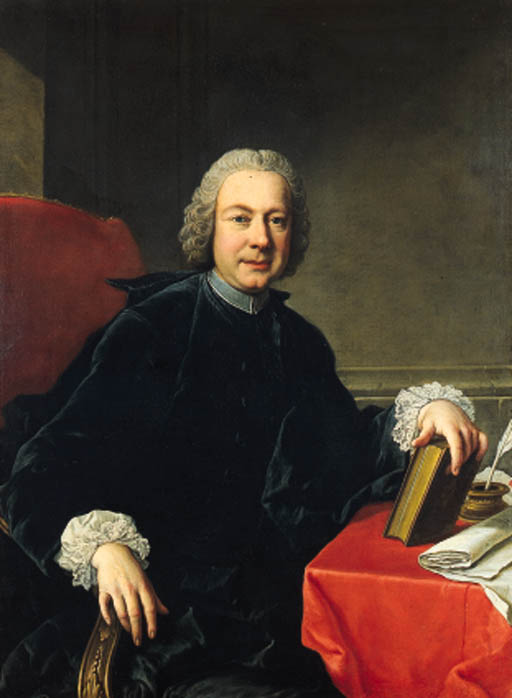
Pietro Metastasio, posmrtný portrét Pompea Batoniho z doby kolem roku 1770

Florian Leopold Gassmann podle svých životopisců již v mladém věku proti vůli svých rodičů opustil rodné město, aby se věnoval hudbě, a již počátkem 40. let 18. století studoval a působil v Itálii. O jeho životě a tvorbě v této době je málo zpráv, nicméně se jako skladatel postupně etabloval natolik, že mu jedno z nejvýznamnějšího italských divadel té doby, benátské Teatro San Moisè, svěřilo kompozici opery pro karnevalovou sezónu roku 1757, kterou se stala Meropé na libreto Apostola Zena. Hudba k ní se nedochovala, ale její úspěch dokládá přinejmenším skutečnost, že zahájila Gassmannovu dlouhodobou operní kariéru a Teatro San Moisè si u něj objednávalo nejméně jednu operu ročně až do skladatelova odchodu z Benátek k císařskému dvoru ve Vídni. Po Meropé tedy následovala vážná opera Hypsipylé (1758), komické opery Ptáčníci (1759) a Filozofie a láska (1760), vážná opera Cato v Utice (1761) – jako jediná měla premiéru v Teatro San Samuele – a konečně komická opera Jeden blázen sto jiných nadělá. Z nich především Ptáčníci (Gli ucellatori) dosáhli většího rozšíření i ohlasu.
Opera Cato v Utice byla – stejně jako všechny další Gassmannovy opery žánru opera seria až na první Meropé – založena na libretu italského dramatika Pietra Metastasia. Většina jeho libret byla zhudebněna mnohokrát různými skladateli; to je i případ Catona v Utice, jehož poprvé zhudebnil roku 1728 Leonardo Vinci pro Teatro delle Dame v Římě. Gassmannova verze se hrála během tzv. sezóny Nanebevstoupení Páně roku 1761 v Benátkách, jiné inscenace nejsou doloženy.
Z hudby se zachovala jen árie Arbaxe Che legge spietata v Saské zemské knihovně v Drážďanech a tří árie v Rakouské národní knihovně, totiž árie Caesara Se in campo armato a Catonovy árie Dovea svenarti allora a Per darvi alcun pegno.

## Osoby a první obsazení

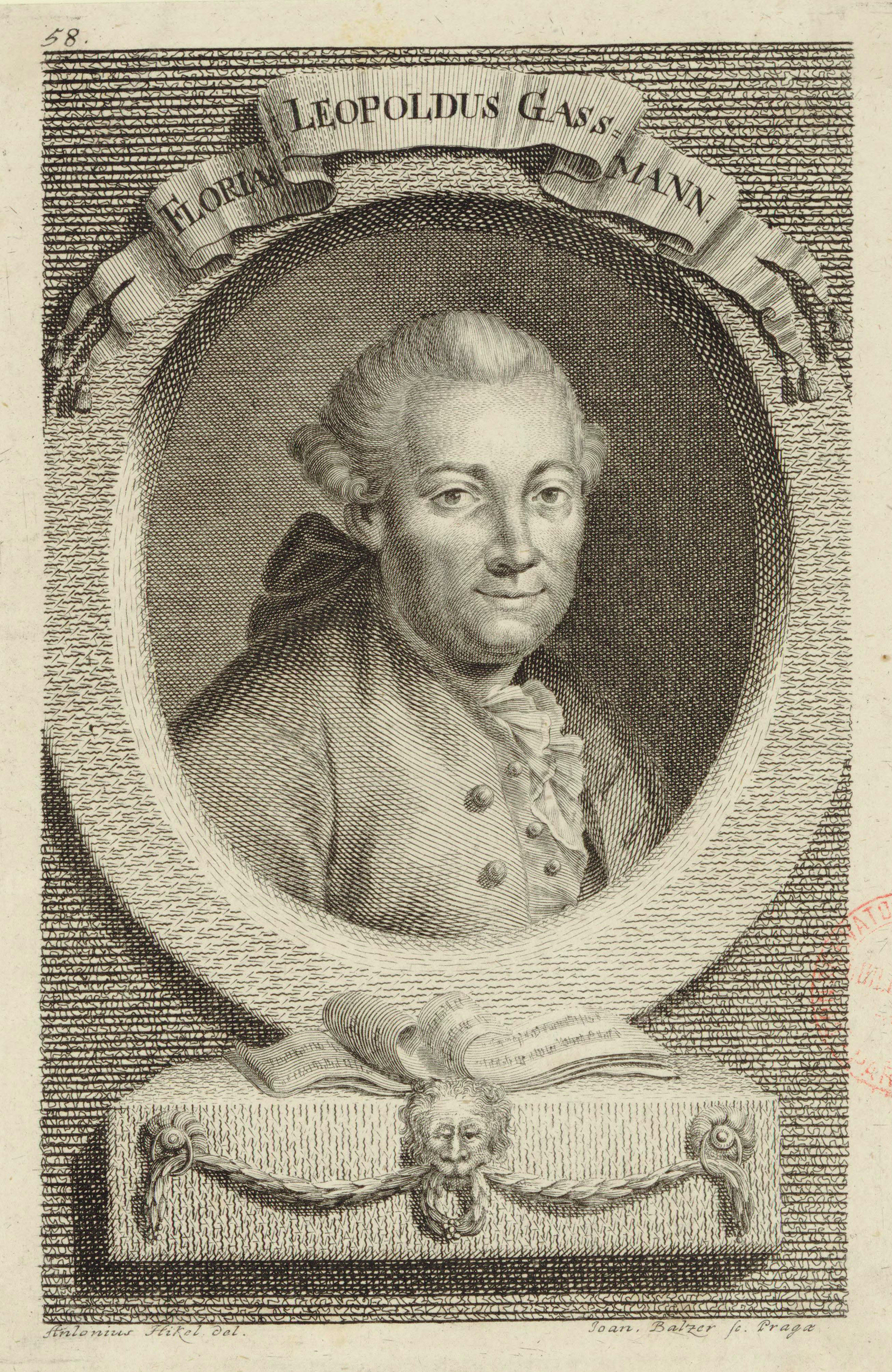
Florian Leopold Gassmann, rytina Johanna Balzera podle Antona Hickla, před 1780

| Osoba                                                              | Hlasový obor     | Premiéra (1761)                    |
| ------------------------------------------------------------------ | ---------------- | ---------------------------------- |
| Cato (Catone)                                                      | tenor            | Domenico Pignotti                  |
| Marcia (Marzia), jeho dcera, zamilovaná do Caesara                 | soprán           | Teresa Colonna                     |
| Arbax (Arbace), princ Numidie, přítel Catona, zamilovaný do Marcie | soprán (kastrát) | Giovanne Toschi                    |
| Caesar (Cesare)                                                    | soprán (kastrát) | Michelino Patrassi zvaný Gibellino |
| Emilia, vdova po Gnaeovi Pompeiovi                                 | soprán           | Marianna Mangini zvaná La Padovana |
| Fulvius (Fulvio), legát římského senátu, zamilovaný do Emilie      | soprán           | Domenica Lambertini                |
| Vojáci Caesarovi, Catonovi a Arbaxovi                              |                  |                                    |
| Dirigent: Florian Leopold Gassmann                                 |                  |                                    |
| Choreograf: Pietro Godard                                          |                  |                                    |
| Kostýmy: Lazaro Maffei                                             |                  |                                    |

## Děj opery
Odehrává se v Utice roku 46 př. n. l..

### 1. dějství

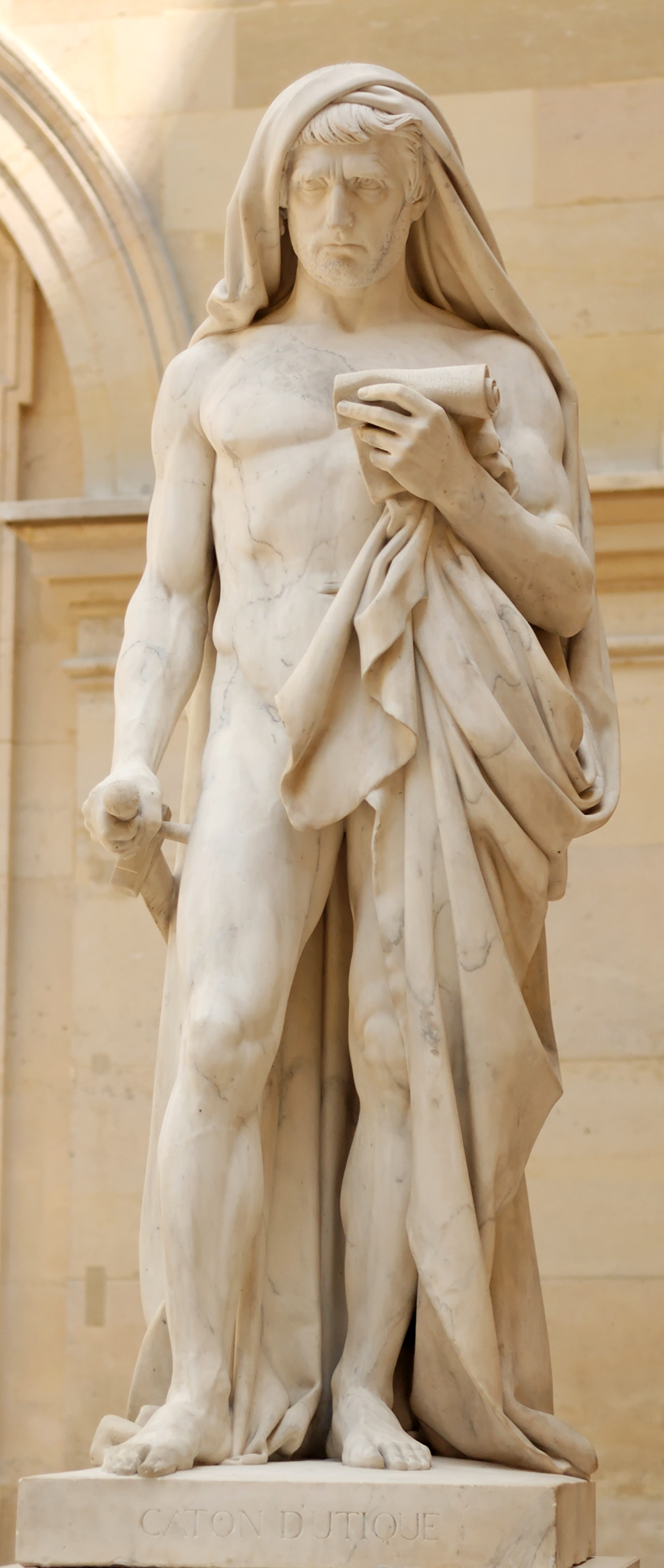
Cato v Utice čtoucí Faidóna před sebevraždou. Socha Jeana-Baptista Romana a Françoise Ruda z roku 1840

(1. obraz – Sál Catonova domu v Utice) Římský senátor a vojevůdce M. Porcius Cato mladší, obránce Římské republiky, se po Caesarově vítězství v Římě a zavraždění Pompeia v Egyptě uchýlil do africké Utiky se svými zbývajícími stoupenci, mezi nimiž je i Emilia, vdova po Pompeiovi Velikém, jež přísahala na Ceasarovi pomstít svého manžela. Cato je nezvykle zamlklý a jeho dcera Marcia a jeho spojenec, numijský král Arbax, se ptají po příčině. Na tento popud se Cato široce rozhovoří o důvodech svého útěku z Říma, který padl do područí tyranovi. Nyní Caesar přitáhl s vojskem do Afriky. Cato se obává přesily a Arbax ho ujišťuje o věrnosti svého vojska. Cato mu slibuje Marcii za ženu. Marcia otce přesvědčuje, aby nemyslel na její sňatek v této napjaté době, ale Cato neposlouchá a vyzdvihuje fakt, že s Marciinou rukou získá Arbax vzácný statek – římské občanství (árie Se di Romano il nome). Arbax pak znovu ujišťuje Marcii o své lásce, ale ta je chladná a žádá po něm jen jedno: jestli chce její přízeň, ať najde záminku, proč jejich sňatek odložit (árie Non ti minaccio sdegno). Arbax to slíbí, byť je mu to proti mysli (árie Che legge spietata).
(2. obraz – Hradby Utiky s branou a mostem) Cato očekává Caesara k jednání. Most je spuštěn a Caesar vstupuje spolu s vyslancem římského senátu Fulviem. Caesar ihned Catonovi vyslovuje úctu, ale ten ho přeruší a vyzývá, aby mluvil k věci. Caesar Catonovi nabízí smír a povolání zpět do Říma, ale Cato odvětí, že kdo chce jeho přátelství, musí prokázat věrnost Římu a jeho republikánské ústavě. Caesar je uražen, ale snaží se argumentovat, jenže je přeruší Emilia. I ona odmítá veškerou snahu o smír. Cato je nechá jejich hádce a odchází řka Caesarovi, že ho očekává ve svém bytě. I Caesar záhy odchází, protože s Emilií není řeč, ačkoli mu její zatvrzelost imponuje (árie Di nobil alma irata).
Fulvius je zamilován do Emilie a nabízí jí své služby, ale Emilia nechápe, jak bývalý příznivce Pompeiův může dnes sloužit Caesarovi. Chce-li Fulvio její přízeň, má tohoto uchvatitele zabít. Fulvius se snaží její hněv tišit (árie Un guardo tuo sereno) a pak odejde. Emilia ho ve skutečnosti nechce milovat: její láska platí jen mrtvému choti, avšak chce docílit toho, aby ji na cestě do podsvětí předešel Pompeiův vrah (árie O nel sen di qualche stella).
(3. obraz – Dvůr u Catonova bytu) Fulvius zachovává Caesarovi věrnost a ihned mu prozrazuje, oč jej Emilia žádala. Vzdálí se, když přichází Marcia. Ta je již dlouho zamilována do Caesara stejně jako on do ní, přesto ho obviňuje, že si chce jejího otce podmanit. Caesar hovoří o svém obdivu ke Catonovi, ba tvrdí, že by ho v nebezpečí chránil dříve než Marcii samotnou – čímž Marcii dojme až k přiznání, že ho stále miluje. I Caesar ji ujišťuje o stálosti svých citů (árie Chi un dolce amor condanna). Marcia hodlá usilovat o smíření svého otce s milencem, ale Cato ji právě chce odvést ke sňatku s Arbakem. Arbax, věrný svému slibu Marcii, se ze sňatku vymluví, čímž přirozeně rozladí Catona, který musí odvolat připravený obřad. I Emilia se Arbakově kolísavosti vysmívá a ten uraženě odchází. Emilia tuší za touto událostí Caesarův vliv, a i když Marcia předstírá nepřátelství k Caesarovi, nedokáže všímavou Emilii přesvědčit. Marcia je tím znepokojena, ale přiznává si, že její city jsou příliš silné, než aby je dokázala ukrývat (árie È follia se nascondere).

### 2. dějství

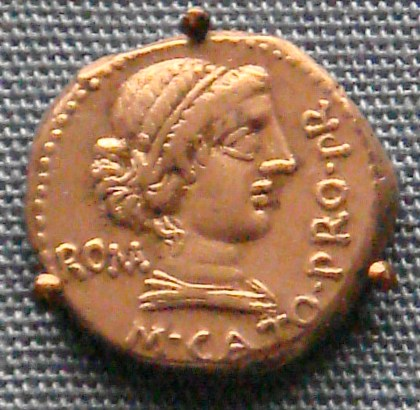
Denár ražený Catonem v Africe

(1. obraz – Pokoj v Catonově bytě se sedadly) Cato připravuje zástupce svých spojenců na rozhodující boj proti Caesarovi. Mezi nimi se hlásí i Arbax, ale Cato je stále roztrpčený z jeho váhání; uspokojí ho teprve slib, že k sňatku s Marcií dojde již nazítří. Marcia si zoufá. Vstupuje Fulvius a přináší Catonovi oficiální list od senátu, podle kterého si senát, konzulové, tribuni i lid římský přejí Caesara za diktátora, a nepřijme-li to Cato, je nepřítelem vlasti. Cato je zasažen, ale jeho názory to neochvěje. Označuje senát za zbabělé stádo a posílá Fulvia zpátky za jeho tyranem (árie Va, ritorna al tui tiranno). Fulvius zhrzeně a s výhrůžkami odchází.
Arbax se znovu obrací na Marcii, ale ta ho zprošťuje všech slibů, jen když ji konečně nechá na pokoj. Arbax ji obviňuje z krutosti a zoufá si, jak může být bez ní (árie Dai tuo gentil sembiante). Rozrušená Marcia a Emilia očekávají Caesarovu reakci na Catonova slova. Caesar přichází v hněvu a dožaduje se konečného rozhodnutí v bitvě. Fulvius mu přináší zprávu, že je s ním Cato přece jen ochoten se setkat. Marcia ho přemlouvá k mírnosti a kompromisu a Caesar se jí alespoň pokusí vyhovět, což jen posílí podezření Emilie, jež si naopak přeje ztroskotání rozhovorů. Emilie ví, že ji Fulvius miluje, a proto mu předstírá náklonnost a přesvědčuje ho opět, aby zabil Caesara (árie Se brami la mia fè). Fulvius slibuje, ale nemá v úmyslu svůj slib splnit, protože je Caesarovi věrný na svou čest (árie Nascesti alle pene).

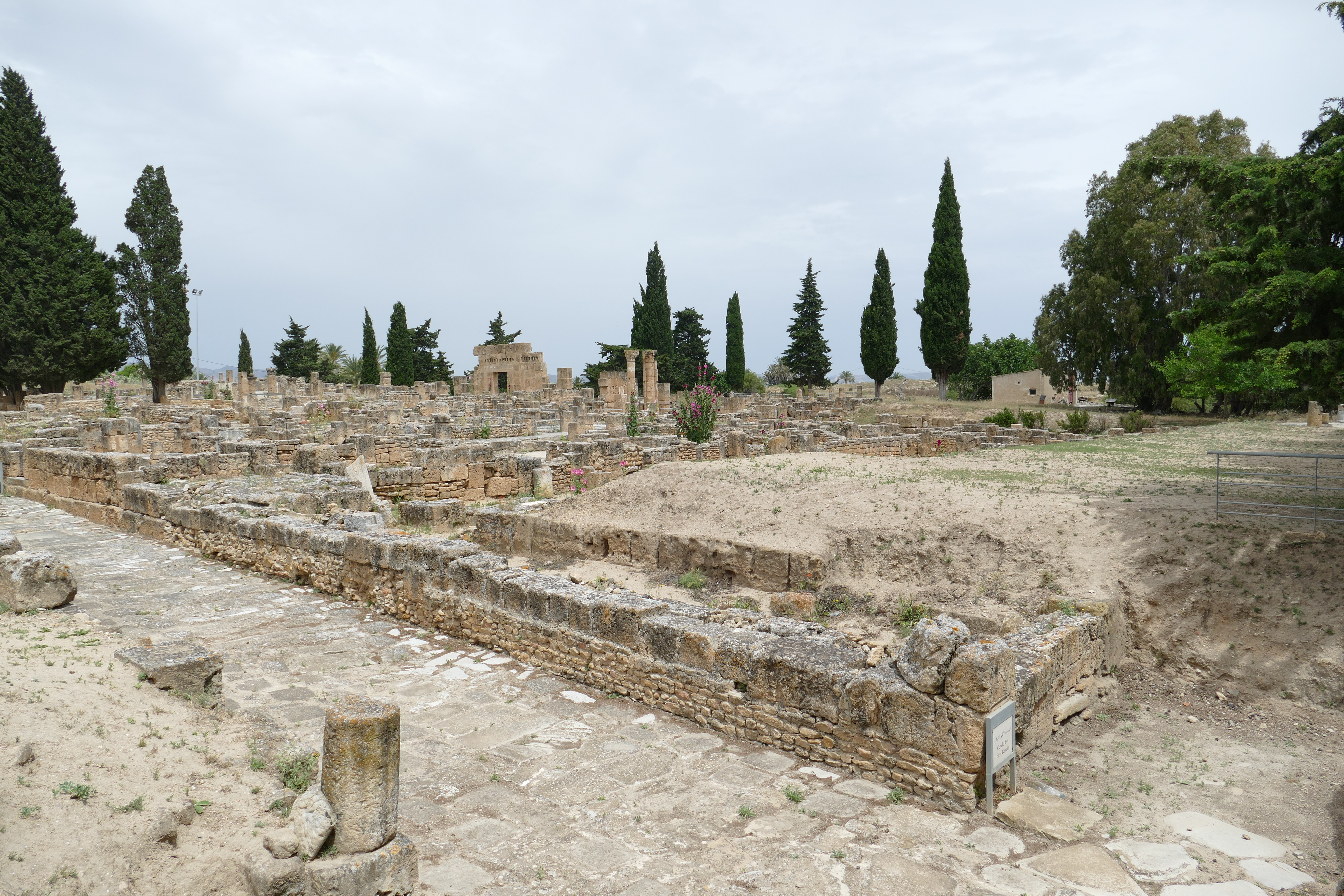
Zříceniny Utiky

(2. obraz – Síň se sedadly) Cato přistoupil na Marciiny prosby, aby Caesara přijal, a Marcia se modlí za jejich smír (árie Ah secondate oh Dei). Avšak hovor od počátku neprobíhá dobře. Caesar je uražen už Catonovým odměřeným uvítáním a tím spíše podmínkou, kterou si Cato ke smíru klade: ať se Caesar vzdá diktátorské funkce a zodpovídá se za své činy před soudem republiky. Catona naopak urazí Caesarova nabídka na to, že se s ním rozdělí o vládu a vezme si za manželku jeho dceru. Marcia se snaží rozhádané muže uklidnit poukazem na hrozící zbytečné krveprolití, ale bez úspěchu: Caesar odchází s výzvou k boji (árie Se in campo armato).
Cato posílá Marcii a Emilii, aby se zachránily útěkem z obležené Utiky podzemní chodbou; ta vede k moři, kde na ně čeká loď Marciina příbuzného. Sám se spoléhá na Arbaxovu vojenskou pomoc. Arbax přichází a žádá ho o sňatek s Marcií ještě před bitvou. Cato souhlasí, ale Marcia jednoznačně odmítá podrobit se otcově autoritě přiznávajíc, že miluje Caesara. Cato zuří nad její proradností, ale Marcia svůj odpor stupňuje a odmítá jakoukoli vinu. Jen Arbax Catonovi zabrání, aby svou dceru zranil, a Cato si stěžuje bohům na dceřin nevděk a opovážlivost (árie Dovea svenarti allora).
Marcia obrací svou frustraci na Emilii a Arbaxe. Jestli chtěli válku, jestli chtěli, aby ji otec nenáviděl, dosáhli svého cíle. Přes opětovné vyjádření nenávisti ji Arbax stále miluje (árie Per te mio bene). Vrací se Caesar, ale ani on neujde Marciinu zoufalému hněvu. Přestože ji Caesar přesvědčuje, aby zůstala s ním, chce Marcia uposlechnout otce alespoň v tom, že unikne na loď svého příbuzného. Prosí Caesara, aby jejího otce ušetřil, zvítězí-li nad ním. Caesar se s ní lkavě loučí (duet Se tu me lasci, o cara).

### 3. dějství

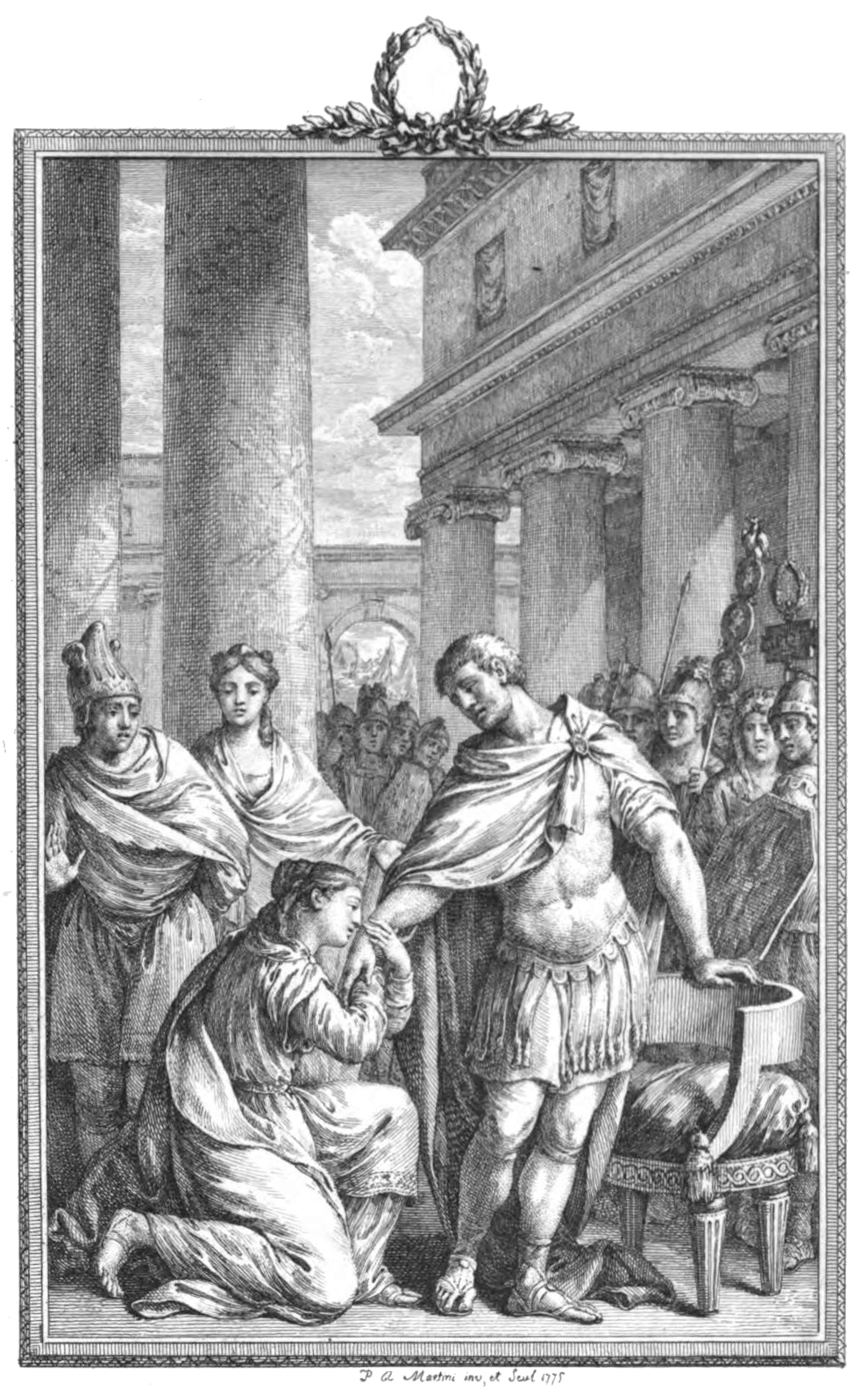
Marciina přísaha z posledního obrazu třetího dějství Catona v Utice, rytina P. A. Martiniho z roku 1780

(1. obraz – Tamtéž) Arbax je překvapen, že nachází Caesara ve městě. Čest mu brání vojevůdci ublížit, když je sám a neozbrojen, ale představuje se mu jako jeho sok v lásce. Caesar Arbaxe prosí, aby spolu s ním usnadnil Marcii bezpečný útěk z obleženého města, a oba muži se domluví: nyní Marcii zachrání a po bitvě ať se mezi nimi rozhodne (duet Se al tuo rival confidi).
(2. obraz – Stinné místo se stromy, Isidiným pramenem a starými vodovody) Emilia se ve svých snahách nespoléhala jen na Fulvia, ale podplatila i Caesarova pobočníka Flora, který přivedl vojevůdce pod falešnou záminkou sem. Když zde Caesar nachází Emilii s houfem ozbrojenců, je překvapen a chce se proti nim bránit. Zasáhne ale Cato: je pohoršen tím, že jeho chráněnka usilovala zabít Caesara lstí, a nechává ho odejít bez úhony. Caesar je jeho velkodušností ohromen, ale Emilia se hněvá nad zmařenou pomstou (árie Sorte crudele). Caesar a Cato se rozcházejí, aby se střetli opět na až bojišti. Marcia vzápětí přichází se zprávou, že Caesarovo vojsko jasně vítězí a že Arbaxovi muži nestačí. Cato je ochoten být k dceři shovívavý, ale Caesara stále častuje nadávkami (árie Fra l'armi ti voglio).

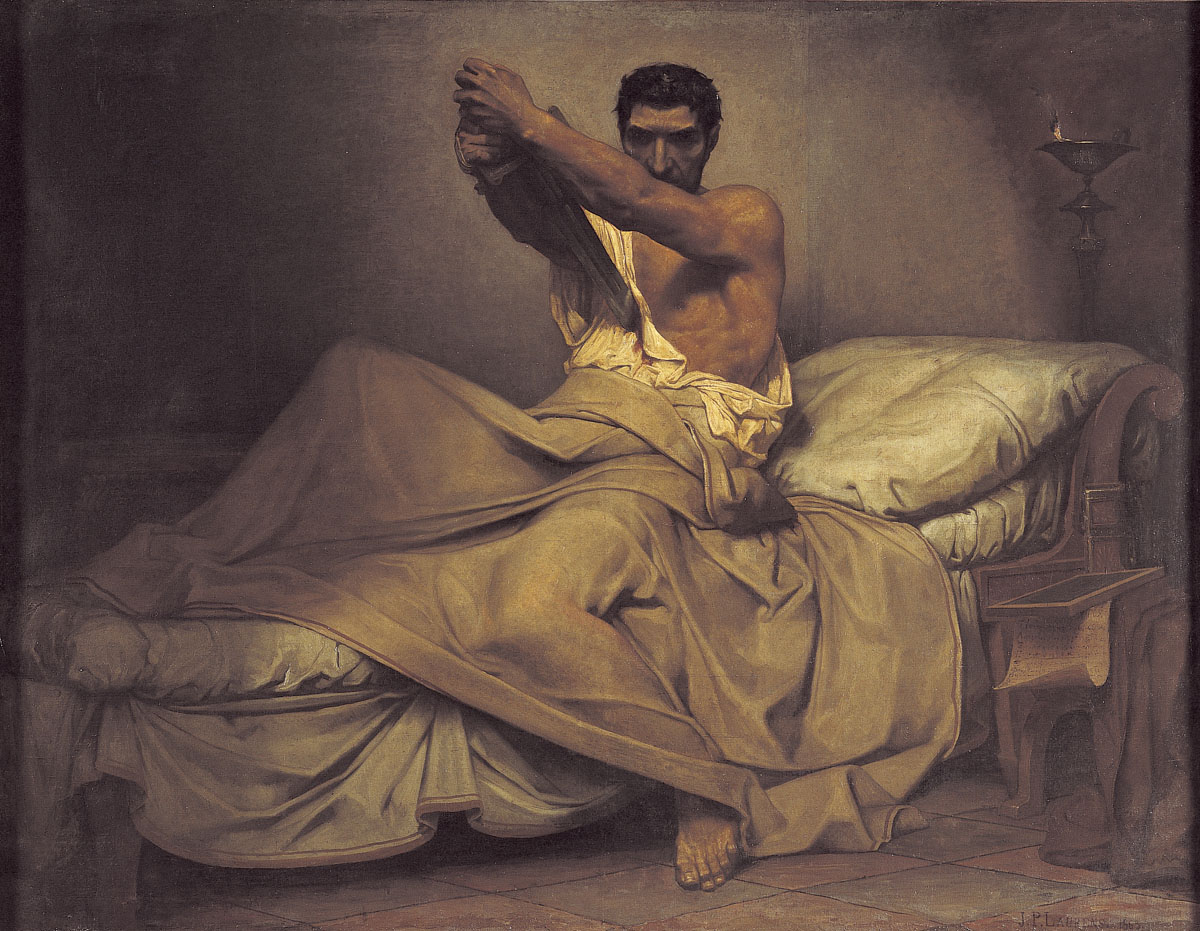
Sebevražda Catona v Utice, obraz Jeana-Paula Laurense z roku 1863

(3. obraz – Velké zbrojiště před polozbořenými hradbami Utiky) Arbax zpravuje Catona a Marcii o nevyhnutelné porážce. Cato hořekuje nad zánikem republikánského Říma a latinské svobody (recitativ Vinceste inique stelle). Marcia ho prosí o odpuštění a Cato ji přinutí odpřisáhnout, že se vdá za Arbaxe a bude Caesara nenávidět. Když mu to Marcia slíbí, obejme ji a odchází (árie Per darvi alcun pegno). Marciaa chce za ním, ale Arbax ji zadrží. Přichází vítězný Caesar, děkuje svým spolubojovníkům a přikazuje jim ušetřit Catona. Jenže Marcia a Emilia oznamují, že Cato spáchal sebevraždu. Emilia vyslovuje naději, že se v Římě nalezne někdo, kdo se na tyranovi pomstí. Marcia připomíná, že mu přísahala nenávist. Přestože ho Fulvius vyzývá, aby se radoval z triumfu, Caesar je v rozpacích nad vítězstvím, které vydobyl za cenu Catonovy smrti.

## Diskografie
- 2019 Tři árie z Catona v Utice (Dovea svenarti allora, Per darvi alcun pegno, Se in campo armato) na CD Ah, ingrato amor: Opera Arias (CPO 5550572, 2020). Zpívá Ania Vegry, NDR Radiophilharmonie řídí David Stern.